# シングルライダー
シングルライダー（Single Rider / Single Riders）とは、一人で乗り物に乗る人のこと。また、その人たち向けのテーマパーク・遊園地などのサービス。以下、テーマパークのサービスについて説明する。

## 概要
世界各国のディズニーパークやユニバーサル・スタジオのテーマパークを始め、シックス・フラッグスなどの遊園地で導入されており、日本では東京ディズニーリゾート、ユニバーサル・スタジオ・ジャパン、富士急ハイランドで実施している。グループではなく1人が優先的にアトラクションを利用できる制度。それぞれのテーマパークにより制度は細かい違いはあるが、共通する部分は以下の通り。
- 4人乗りや3人乗りなどのライド（乗り物）に3人グループや2人グループが入り、ひとり分空席ができた場合にシングルライダー利用者が優先的に案内される。
- 混雑状況などにより、実施されない日や時間帯がある。
- スタンバイ（通常待ち列）とは別の列（主にファストパス列）を利用する。

ファストパスなどと同じく、スタンバイより早く乗れる時もあれば、空席ができるまで待たされる時もある。特にスタンバイ列が短い場合は、ファストパスやスタンバイの方が早く乗車できたり、シングルライダー自体が受け付けていない場合がある。

## 実施されているアトラクション

### ディズニーランド・リゾート

#### ディズニーランド
- スプラッシュ・マウンテン
- インディ・ジョーンズ・アドベンチャー：禁断の瞳の魔宮
- マッターホーン・ボブスレー

#### ディズニー・カリフォルニア・アドベンチャー
- インクレディコースター
- グリズリー・リバー・ラン
- グーフィーのスカイスクール
- ラジエーター・スプリングス・レーサー
- ソアリン・アラウンド・ザ・ワールド

### ウォルト・ディズニー・ワールド・リゾート

#### ディズニー・アニマル・キングダム
- エクスペディション・エベレスト

#### ディズニー・ハリウッド・スタジオ
- ロックンローラー・コースター

#### エプコット
- テスト・トラック

### 東京ディズニーリゾート
東京ディズニーリゾートでは2つのアトラクションで実施している。東京ディズニーシーのロストリバーデルタにある「レイジングスピリッツ」はシングルライダー専用の入口が存在する為ほぼ常に実施されているが、スタンバイ列が短い場合はキャストがスタンバイかファストパスでの利用を勧める事がある。他のアトラクションはファストパス専用通路を使用している為、スタンバイ列が短い場合は実施されない事が多い。パークに訪れる際には当日、パーク内にある「インフォメーションボード」に立っているキャストか、直接各アトラクションのエントランスに立っているキャストに訪ねる必要がある。
どのアトラクションでも、エントランスに立っているキャストにシングルライダーを利用することを伝える必要がある。また、パーク内全てのアトラクションの利用規定が「7歳未満の子供は16歳以上の付き添いが必要」となっている為、7歳未満の子供はシングルライダーを利用することが出来ない。
2019年より「ビッグサンダー・マウンテン」にて試験的に導入されていたが、2020年1月1日より正式に導入された。ファストパスエントランスにてキャストに申告し利用できる。ただし、東京ディズニーランドでのシングルライダーはその後2022年9月23日に休止されている。

#### 東京ディズニーシー
- インディ・ジョーンズ・アドベンチャー：クリスタルスカルの魔宮
- レイジングスピリッツ

#### 廃止されたアトラクション
- 海底2万マイル（2011年8月1日廃止） - 当初は対象アトラクションであった。その後一時期、スタンバイの中から2名で利用するゲストを優先案内するダブルライダーが実施されていた。
- タワー・オブ・テラー（2012年3月20日廃止） - 開業当初は対象ではなかったが、2010年12月1日より対象アトラクションとなっていた。現在は空席があれば列の中から1名で利用するゲストを優先案内する制度が実施されている。

### ディズニーランド・パリ

#### ディズニーランド・パーク
- スペース・マウンテン：ミッションⅡ

#### ウォルト・ディズニー・スタジオ・パーク
- クラッシュ・コースター
- トイ・ソルジャー・パラシュートドロップ
- RCレーサー
- ラタトゥイユ

### 香港ディズニーランド・リゾート

#### 香港ディズニーランド
- スペース・マウンテン
- トイ・ソルジャー・パラシュートドロップ
- ビッグ・グリズリー・マウンテン・ラナウェイ・マイン・カー

### 上海ディズニーリゾート

#### 上海ディズニーランド
- トロン・ライトサイクル・パワーラン
- 七人のこびとのマイントレイン
- ロアリング・ラピッド
- カリブの海賊 バトル・フォー・サンケン・トレジャー

### ユニバーサル・スタジオ・ジャパン
どのアトラクションでも、エントランスに立っているキャストにシングルライダーを利用することを伝える必要がある。また、パーク内全てのアトラクションの利用規定が「身長122cm未満の子供は16歳以上の付き添いが必要」となっている為、身長122cm未満のゲストはシングルライダーを利用することが出来ない。
- ハリーポッター・アンド・ザ・フォービドゥン・ジャーニー（公式サイト記載なし）
- ミニオン・ハチャメチャ・ライド（2019年12月21日～）
- ザ・フライング・ダイナソー
- ハリウッド・ドリーム・ザ・ライド

フォワード（前向き）のみ実施。2016年6月30日まではバックドロップ（後ろ向き）のみ実施で、バックドロップ運休時はフォワードでも実施されていた。整理券配布時は配布終了後から開始。
- スペース・ファンタジー・ザ・ライド
- アメージング・アドベンチャー・オブ・スパイダーマン・ザ・ライド 4K3D
- ジュラシック・パーク・ザ・ライド - 整理券対応となってからは一時廃止されたが、ザ・フライング・ダイナソーの開業と同時に復活した。但し、整理券を発券している場合は実施されない。
- ジョーズ
- エルモのゴーゴー・スケートボード
- マリオカート ～クッパの挑戦状～
- ドンキーコングのクレイジー・トロッコ

### ユニバーサル・スタジオ・ハリウッド
- リベンジ・オブ・ザ・マミー
- ジュラシック・パーク・ザ・ライド
- トランスフォーマー・ザ・ライド

### ユニバーサル・オーランド・リゾート

#### ユニバーサル・スタジオ・フロリダ
- リベンジ・オブ・ザ・マミー
- メン・イン・ブラック：エイリアン・アタック
- ハリウッド・リップ・ライド・ロックイット
- トランスフォーマー・ザ・ライド
- 怪盗グルーの月泥棒
- ハリー・ポッターとグリンゴッツからの脱出

#### アイランズ・オブ・アドベンチャー
- ドクター・ドゥームス・フィアフォール
- アメージング・アドベンチャー・オブ・スパイダーマン
- ダッドリー・ドライツ・リップソー・フォールズ
- インクレディブル・ハルク・コースター
- ジュラシック・パーク・リバー・アドベンチャー
- ハリー・ポッターと禁じられた旅

### 富士急ハイランド
2018年2月10日～3月14日の期間中、前売り販売限定で「シングルライダーフリーパス」が販売されており、購入した人はチケット窓口で受け取った専用のリストバンドをフリーパスと共に提示する事で利用できた。同年8月6日より「シングルライダーフリーパス」の通年販売開始によりレギュラー化、2019年1月26日よりフリーパスの販売が廃止され無料で利用できるようになった。
実施アトラクション
- キング・オブ・コースターFUJIYAMA
- ええじゃないか - 2018年8月6日より実施
- 科学忍具道場 - 2019年7月26日より実施

廃止されたアトラクション
- 高飛車 - シングルライダーフリーパス販売中のみ実施された。